# IC 701
IC 701 هو اصطدام مجري، يقع في كوكبة الأسد.

## روابط خارجية
- IC 701 على موقع ويكي سكاي: DSS2, SDSS, GALEX, IRAS, Hydrogen α, X-Ray, Astrophoto, Sky Map, Articles and images